# Hofweiler
Hofweiler ist ein Ortsteil und ein Ortsbezirk der Ortsgemeinde Welschbillig im Landkreis Trier-Saarburg in Rheinland-Pfalz.

## Lage
Die Ortschaft befindet sich in der Südeifel im Kylltal. Im Norden, Osten und Süden umgeben den Ort Wälder. Östlich verläuft die Kyll. Nachbarorte sind im Nordosten Daufenbach, im Süden Kordel, im Südwesten Welschbillig und im Westen Ittel.

## Geschichte
Im Jahre 902 wurde Hofweiler erstmals urkundlich erwähnt. Ende des 18. Jahrhunderts gehörte das Dorf zum Amt Welschbillig von Kurtrier.
Nach der Inbesitznahme des Linken Rheinufers durch französische Revolutionstruppen war der Ort von 1798 bis 1814 Teil der Französischen Republik (bis 1804) und anschließend des Französischen Kaiserreichs, zugeordnet dem Kanton Pfalzel im Arrondissement Trier im Saardepartement. Nach der Niederlage Napoleons kam Hofweiler 1815 aufgrund der auf dem Wiener Kongress getroffenen Vereinbarungen zum Königreich Preußen. Der Ort wurde der Bürgermeisterei Welschbillig im Landkreis Trier im Regierungsbezirk Trier zugeordnet, der 1822 Teil der neu gebildeten Rheinprovinz wurde.
Als Folge des Ersten Weltkriegs gehörte die gesamte Region zum französischen Teil der Alliierten Rheinlandbesetzung. Nach dem Zweiten Weltkrieg wurde Hofweiler innerhalb der französischen Besatzungszone Teil des damals neu gebildeten Landes Rheinland-Pfalz. 
Die im Hofweiler Ortskern gelegene Schule wurde 1964 geschlossen, das Gebäude dient heute als Gemeindehaus.
Im Rahmen der Mitte der 1960er Jahre begonnenen rheinland-pfälzischen Gebiets- und Verwaltungsreform wurde der Landkreis Trier am 7. Juni 1969 aufgelöst. Hofweiler gehörte zu dem größeren Kreisteil, der mit dem Landkreis Saarburg zum neuen Landkreis Trier-Saarburg vereinigt wurde. Am 31. Dezember 1975 wurde die bis zu diesem Zeitpunkt selbstständige Gemeinde mit damals 132 Einwohnern nach Welschbillig eingemeindet.
Bis in die 1970er Jahre stark landwirtschaftlich geprägt, machte Hofweiler in den letzten Jahrzehnten einen Strukturwandel durch. Heute gibt es keinen landwirtschaftlichen Haupterwerbsbetrieb mehr im Ort.

## Politik

### Ortsbezirk
Hofweiler ist gemäß Hauptsatzung einer von vier Ortsbezirken der Ortsgemeinde Welschbillig. Der Ortsbezirk umfasst das Gebiet der früheren Gemeinde. Die Interessen des Ortsbezirks werden durch einen Ortsbeirat und durch einen Ortsvorsteher vertreten.

### Ortsbeirat
Der Ortsbeirat besteht aus fünf Mitgliedern, die bei der Kommunalwahl am 9. Juni 2024 in einer personalisierten Verhältniswahl gewählt wurden, und dem ehrenamtlichen Ortsvorsteher als Vorsitzendem.
Die Sitzverteilung:
| Wahl | CDU               | FW (*)            | Gesamt  |
| ---- | ----------------- | ----------------- | ------- |
| 2024 | 3                 | 2                 | 5 Sitze |
| 2019 | 3                 | 2                 | 5 Sitze |
| 2014 | per Mehrheitswahl | per Mehrheitswahl | 5 Sitze |
| 2009 | per Mehrheitswahl | per Mehrheitswahl | 5 Sitze |

### Ortsvorsteher
Leo Kreinz wurde Ende 2015 Ortsvorsteher von Hofweiler. Bei der Direktwahl am 26. Mai 2019 wurde er mit einem Stimmenanteil von 79,31 % und am 9. Juni 2024 als einziger Bewerber mit 82,2 % jeweils für weitere fünf Jahre in seinem Amt bestätigt.
Die Vorgängerin von Kreinz, Marga Stadler, hatte ihr Amt zum 30. Juni 2015 niedergelegt.

## Infrastruktur

### Verkehr
- Straße

Die nächsten Autobahnen sind die A 60 im Norden sowie die A 1 im Osten. Die Bundesstraße 51 verläuft einige Kilometer westlich bei Helenenberg. Es bestehen gelegentliche Busverbindungen in die umliegenden Orte.
- Schiene

Trier Hauptbahnhof ist der nächstgelegene Fernbahnhof mit IC/ICE-Verbindungen.
- Flugverkehr

Die nächstgelegenen internationalen Flughäfen sind der Flughafen Luxemburg und der Flughafen Frankfurt-Hahn.

### Einrichtungen
- Bis 1964 gab es im Ort eine Grundschule.

## Wirtschaft
Im Ort gibt es ein modernes Tonstudio.

## Sehenswürdigkeiten
In der Denkmalliste des Landes Rheinland-Pfalz (Stand: 2021) werden folgende Kulturdenkmäler genannt:
- Römisch-katholische Filialkirche St. Markus, Rotsandstein-Bruchstein-Saalbau (1931)
- Denkmalzone im Ortskern mit St. Markus sowie den Streck- und Winkelhöfen des 18. und 19. Jahrhunderts in der Markus- und der Ringstraße
- zwei Pfeilerkreuze im Ort und zwei Wegekreuze in der Gemarkung aus dem 17. bis 19. Jahrhundert

## Vereine
Bedeutend für das Dorfleben und die Brauchtumspflege sind der Förderverein der Freiwilligen Feuerwehr Hofweiler e. V. und der Heimat-und Kulturverein Hofweiler e. V. Sie richten die Markuskirmes und andere Feste aus. Zu den Traditionen gehören auch die jährliche Winterverbrennung nach der Fastnacht sowie die Aufrichtung eines Maibaums am 1. Mai.